# Azercell

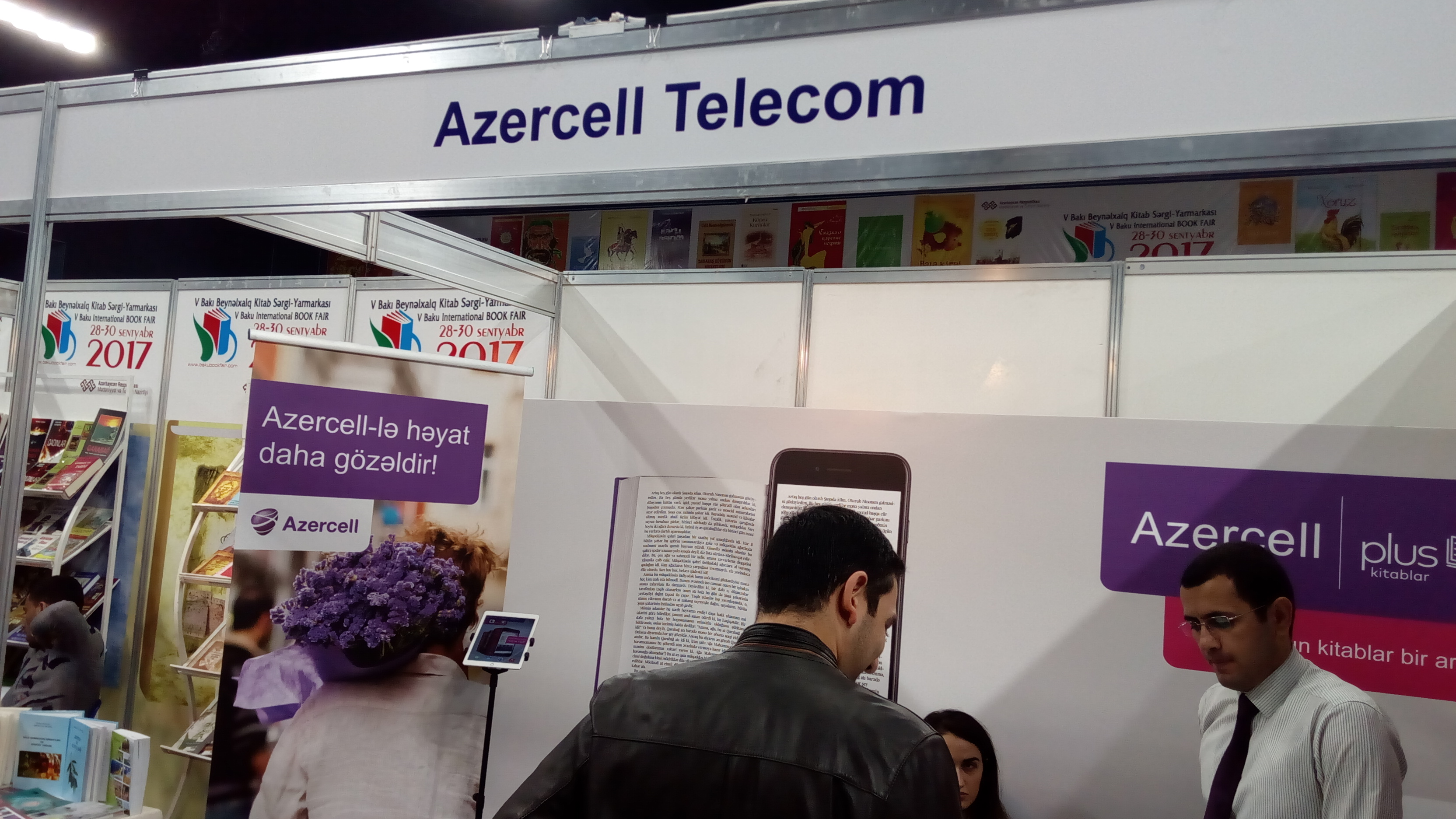
Stoisko Azercell Telecom

Azercell Telecom LLC – azerski dostawca usług telefonii komórkowej z siedzibą w Baku. Jest dominującym operatorem komórkowym w kraju. Przedsiębiorstwo zostało założone w 1996 roku.

## Historia
Azercell Telecom LLC została założona 19 stycznia 1996 roku. Założycielami byli Turkcell i Ministerstwo Komunikacji Republiki Azerbejdżanu.
Azercell Telecom rozpoczął swoją działalność 15 grudnia 1996 roku, oferując abonentom usługi telefonii komórkowej. System prepaid został uruchomiony z pakietem taryfowym SimSim w 1998 roku.
5 marca 2018 Azerbaijan International Telecom (AzInTelecom) i spółka Fintur Holdings B.V. podpisały umowę sprzedaży 51,3% akcji Azertel Telekomunikasyon Yatırım Dış Ticaret A.Ş. (Azertel).